# ジエゴ・イポリト・ダ・シウヴァ・ロペス
ジエゴ・ロペス（Diego Lopes）ことジエゴ・イポリト・ダ・シウヴァ・ロペス（ポルトガル語: Diego Hipólito da Silva Lopes、1994年5月3日 - ）は、ブラジルのサッカー選手。ポジションはMF。

## クラブ歴
SEパルメイラスの下部組織に在籍していたが、2008年12月にSLベンフィカの下部組織に移籍した。U-15チームでは1988-89シーズン以来の優勝を勝ち取り、ルイ・コスタに喩えられた。
2012年6月10日、リオ・アヴェFCに期限付き移籍、9月2日にプリメイラ・リーガで初出場を記録し選手となった。その4日後にはタッサ・ダ・リーガで選手初得点を記録した。翌年8月3日に5年契約でリオ・アヴェに完全移籍した。3年目には9得点のキャリアハイを記録した。
この活躍を見たベンフィカは、彼を買い戻した。ベンフィカには5年契約で再加入したが、デルレイとともにカイセリスポルに期限付き移籍送りとなった。トルコではカップ戦での1得点のみと揮わなかった。2016年7月にはアメリカ・ミネイロに期限付き移籍、3ヶ月後にはこの期限付き移籍も打ち切られた。2017年1月にパネトリコスFCに1年半の期限付き移籍となったが、2018年1月13日にこれも打ち切られた。結局同月16日にリオ・アヴェに5年契約で復帰した。
2021年1月20日、シンガポールプレミアリーグのライオン・シティ・セーラーズFCに完全移籍、移籍金額は290万シンガポール・ドル（約180万ユーロ）で、シンガポール史上最高値の移籍金が支払われた。
2024年2月12日、青島海牛足球倶楽部に移籍した。